# 飯田美代子
飯田 美代子（いいだ みよこ、1930年6月11日 - ）は、日本の編集者、インフルエンサー。

## 概要
美容業界の雑誌編集を経て婦人画報社に入社して、12年間美容や結婚の雑誌の編集に携わる。婦人画報社を退社後は美容室経営の傍ら、日本経済新聞の美容評論家として記事を連載。雑誌「セサミウエディング」「和のWEDDING」などの企画編集、別冊「神社婚&和婚」の監修を務める。「和婚」という言葉は飯田美代子が提唱した。
2020年1月よりYouTuberとなる。現代の人が忘れがちになっている日本のしきたりや作法を教えるということをしている。動画の収録は浅草の老舗料亭「茶寮一松」で行なわれている。
2023年12月時点では日本最高齢のインフルエンサー。2023年12月に飯田美代子が監修・出演するYouTubeチャンネル「90歳の知恵袋 モテるオンナ塾」が登録者数10万人を超える。YouTubeチャンネルでは「みよちゃんに叱られる」というショート動画が人気となる。和文化や結婚式などの専門性を活かした動画となっている。
飯田蝶子の姪である。飯田美代子が大学生のときに新人発掘のためのオーディションに応募して、飯田蝶子が審査員の1人だったが落選した。